# 張芝元

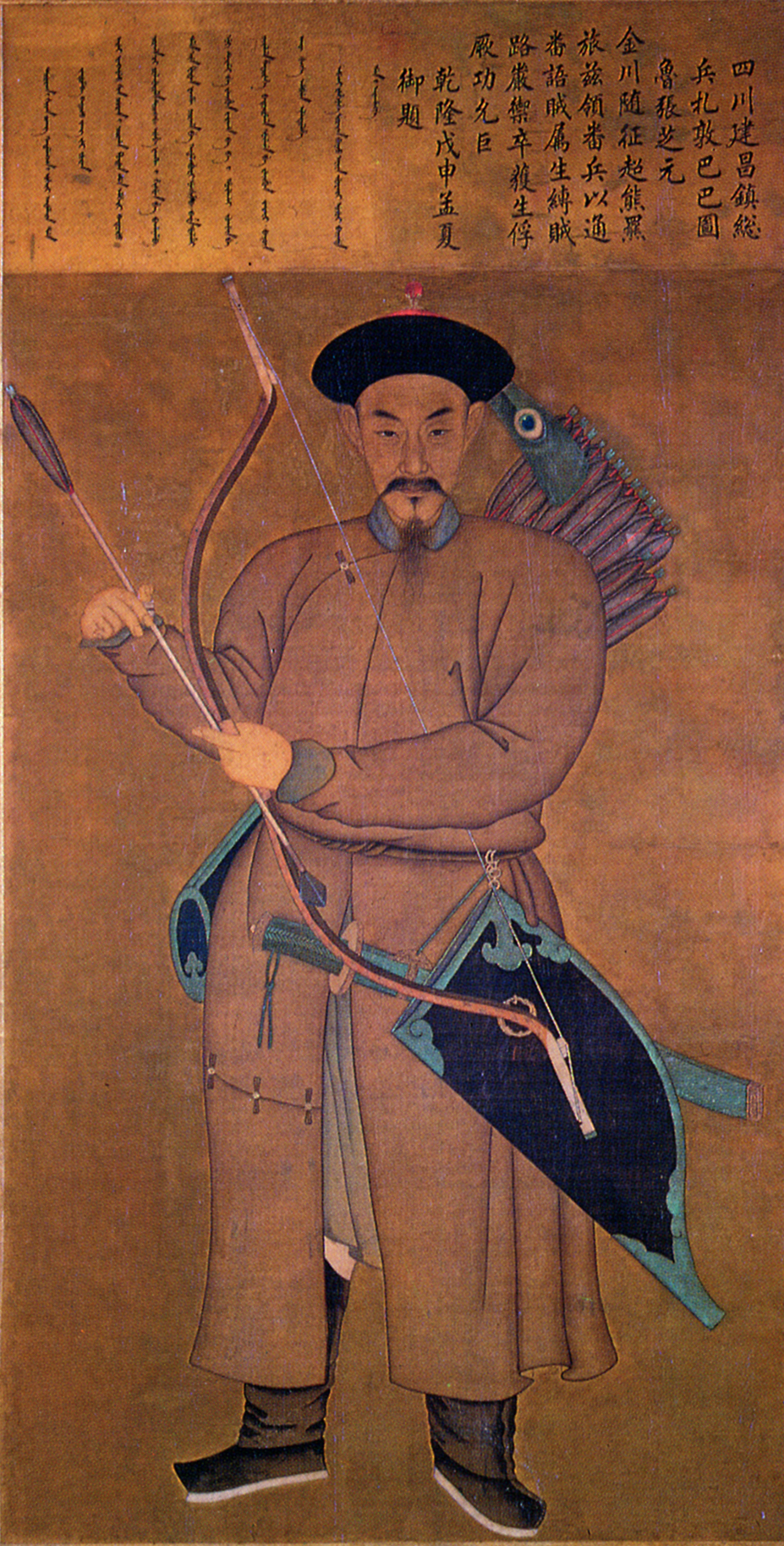
張芝元

張芝元（？—1792年），四川清溪人，清代将领。

## 生平
以千總從副將軍明亮征金川有功，積官至越巂營參將。乾隆四十五年四月，從成都將軍特成額駐兵江卡，捕夾壩，圍本肯賊寨，燒賊碉堡。四十七年十二月，擢懋功協副將。五十二年，臺灣林爽文為亂，張芝元率屯練降番赴臺參戰。參贊海蘭察等分攻大埔林、中林、大埔尾三莊，張芝元帶兵策應。賊據小半天山，將軍福康安等由前山進；張芝元與領隊大臣普爾普領廣東兵及屯練兵另為一路，夜半先登，繞大山夾攻賊軍後方。黎明時，各路清軍同抵山麓，攀山而上，張芝元先登，斬獲無算，並堵賊軍去路。未幾，林爽文就擒。臺灣平，擢建昌鎮總兵，圖形紫光閣，列前二十功臣。不久，調松潘鎮總兵。廓爾喀掠西藏濟嚨、聶拉木，張芝元率兵破賊。廓爾喀再叛，張芝元偕提督成德督兵攻聶拉木，守拍甲嶺隘口斷賊軍援兵，清軍遂攻下聶拉木；乘勝攻克濟嚨。賊首拉特納布都爾悔罪乞降，廓爾喀平定。五十七年九月，卒。
五十八年，論平定廓爾喀功，再圖形紫光閣，列後十五功臣。